# 溢乐县
溢乐县今岷县的古代名，秦始皇二十六年（公元前221年）统一中国，秦朝的疆域“西至临洮羌中”，古临洮即今岷县，羌中即今甘南。古临洮县为今岷县境内设县之始。 
西魏文帝大统十年（公元544年）在今岷县及周边地区置岷州、同和郡，改原临洮县为溢乐县。岷州、同和郡治所在溢乐县，因境内有岷山，故名岷州。
据《元和郡县志》记载溢乐县本秦汉之旧县也，属陇西郡，后魏置同和郡，县属焉。隋开皇三年罢郡县，属岷州。义宁二年改置溢乐县。